# 1832
Промислова революція •  Національно-визвольні рухи • Робітничий рух •  Російська імперія

## Геополітична ситуація
У Росії править імператор Микола I (до 1855). Російській імперії належить більша частина України, значна частина Польщі, Грузія, Закавказзя, Фінляндія, Аляска. Україну розділено між двома державами — Королівство Галичини та Володимирії належить Австрії, Правобережжя, Лівобережжя та Крим — Російській імперії.
В Османській імперії править султан Махмуд II (до 1839). Під владою османів перебувають Близький Схід та Єгипет, Середземноморське узбережжя Північної Африки, Болгарія. Васалами османів є Сербія, Боснія, Волощина та Молдова. Грецька революція завершилася незалежністю Греції.
Австрійську імперію очолює Франц II (до 1835). Вона охоплює, крім власне австрійських земель, Угорщину з Хорватією, Трансильванію, Богемію, Північну Італію. Король Пруссії — Фрідріх-Вільгельм III (до 1840). Баварське королівство очолює Людвіг I (до 1848). Австрія, Пруссія, Баварія та інші німецькомовні держави об'єднані в Німецький союз.
У Франції королює Луї-Філіпп I (до 1848). Франція має колонії в Карибському басейні, Південній Америці та Індії. На троні Іспанії сидить Фернандо VII (до 1833). Королівству Іспанія належать частина островів Карибського басейну, Філіппіни. Королі Португалії — Мігел I (до 1834). Португалія має володіння в Африці, в Індії, в Індійському океані й Індонезії.
У Великій Британії править король Вільгельм IV (до 1837). Британія має колонії в Північній Америці, на Карибах та в Індії. Королівство Нідерланди очолює Віллем I (до 1840). Король Данії та Норвегії — Фредерік VII (до 1863), на шведському троні сидить Карл XIV Юхан Бернадот (до 1844). Італія розділена між Австрією та Королівством Обох Сицилій. Існує Папська держава з центром у Римі.
У Латинській Америці існують незалежні Об'єднані провінції Ріо-де-ла-Плати, Уругвай, Колумбія, Венесуела, Еквадор, Мексика, Центральноамериканська федерація, Болівія. У Бразильській імперії править Педру I (до 1834). Посаду президента США обіймає Ендрю Джексон. Територія на півночі північноамериканського континенту належить Великій Британії, вона розділена на Нижню Канаду та Верхню Канаду, територія на півдні та заході континенту належить Мексиці.
В Ірані при владі Каджари. Британська Ост-Індійська компанія захопила контроль майже над усім Індостаном. У Пенджабі існує Сикхська держава. У Бірмі править династія Конбаун, у В'єтнамі — династія Нгуєн. У Китаї володарює Династія Цін. У Японії триває період Едо.

## Події

### В Україні
- Азовське козаче військо отримало землі в Катеринославській губернії й проіснувало з 1832 до 1866 року.
- Утворено Київський навчальний округ.
- Організовано Чернівецький міський магістрат

### У світі
- 12 лютого Еквадор анексував Галапагоські острови.
- 6 квітня у США почалася Війна Чорного Яструба.
- 7 травня Лондонська конференція затвердила створення Грецького королівства. Королем обрали баварського принца Отто Віттельсбаха.
- 7 червня у Сполученому королівстві набрала чинності виборча реформа.
- 27 серпня Чорний Яструб здався американській владі, чим закінчилося повстання, назване його іменем.
- 3 грудня Ендрю Джексона переобрано президентом США.

### У суспільному житті
- Аболіціоніст Вільям Лойд Ґаррісон заснував Товариство протидії рабству Нової Англії.
- У містечку Гайрем, штат Огайо, натовп побив і виваляв у дьогті та пір'ї провідника мормонів Джозефа Сміта.
- Засновано конгломерат Jardine Matheson.
- Засновано Даремський університет.
- Організовано компанію виробника годинників Longines.

### У науці
- Павло Львович Шиллінг винайшов стрілочний електромагнітний телеграф.
- Еварист Галуа сформулював умови розв'язності алгебраїчних рівнянь, чим започаткував теорію груп та теорію Галуа.
- Майкл Фарадей сформулював закони електролізу.
- Медаль Коплі отримали Майкл Фарадей та Сімеон Пуассон.

### У мистецтві
- Побачила світ друга частина «Фауста» Гете.
- Оноре де Бальзак видав роман «Полковник Шабер».
- Посмертно надруковано книгу Карла фон Клаузевіца «Про війну».
- Відбулася прем'єра опери Гаетано Доніцетті «Любовний напій».
- Опублікована гравюра Хокусая «Велика хвиля в Канаґава».
- Жан-Огюст-Домінік Енгр написав картину «Портрет Бертена».

## Народились
Див. також Категорія:Народились 1832
- 23 січня — Едуард Мане, французький художник-імпресіоніст
- 27 січня — Льюїс Керролл (Чарльз Латвідж Доджсон), англійський математик, письменник
- 12 березня — Чарльз Бойкот, британський офіцер
- 5 квітня — Жан-Оноре Фраґонар, французький художник
- 10 червня — Ніколаус Август Отто, німецький інженер, конструктор першого чотирьохтактного двигуна внутрішнього згорання
- 21 червня — Джозеф Хейн Рейні, колишній раб, перший негр, обраний до Палати представників Конгресу США (1870—1879)
- 6 липня — Максиміліан I, австрійський ерцгерцог, імператор Мексики (1864—1867)
- 8 грудня — Б'єрнстьєрне Б'єрнсон, норвезький письменник, лауреат Нобелівської премії в галузі літератури

## Померли
Див. також Категорія:Померли 1832
- 22 березня — Йоган Вольфганг Гете
- 21 вересня — Вальтер Скотт